# Jacksonville (Teksas)

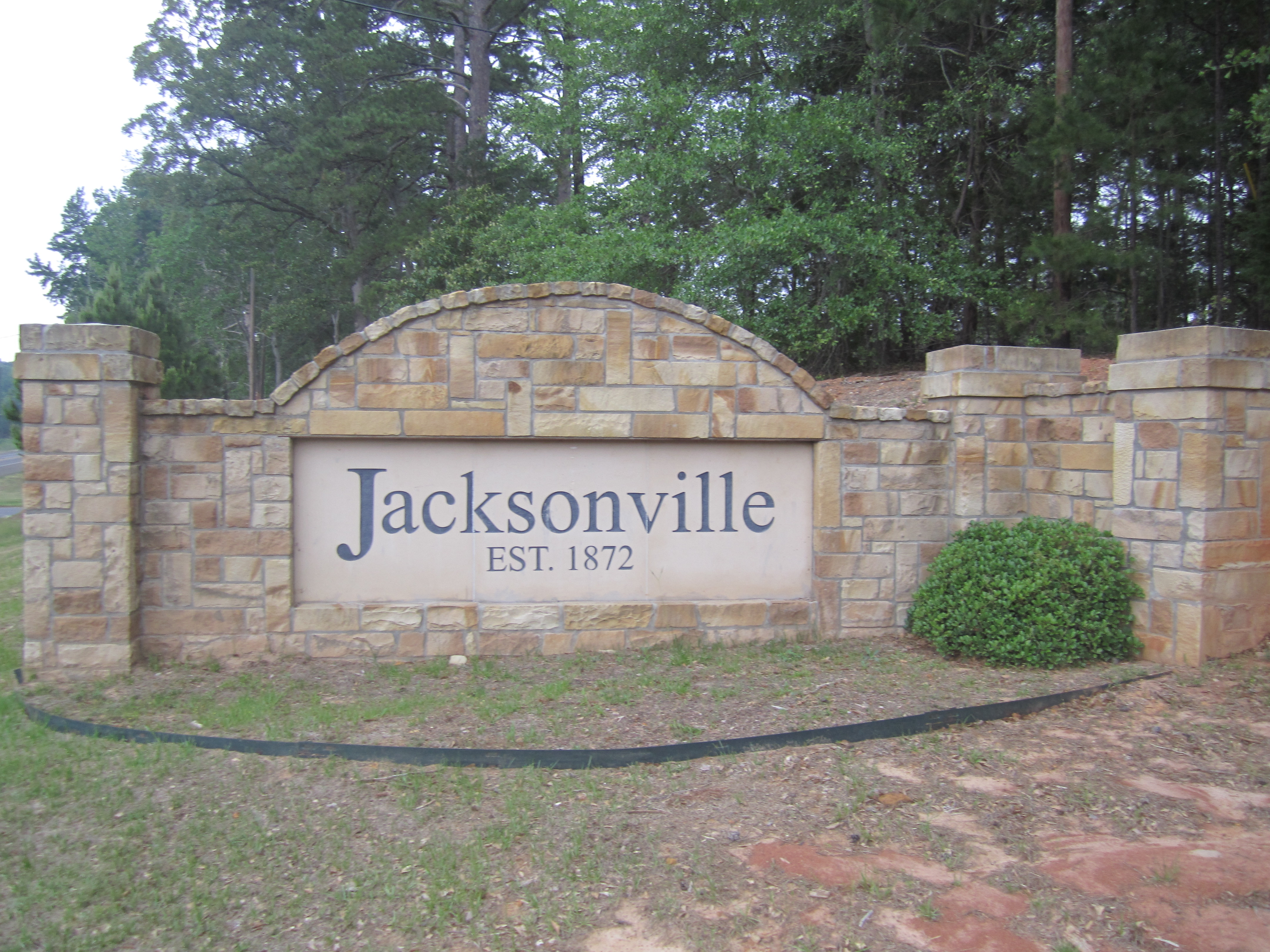

Jacksonville – miasto w Stanach Zjednoczonych, w stanie Teksas, w hrabstwie Cherokee.
Będąc samozwańczą "Pomidorową stolicą świata" miasto corocznie w czerwcu organizuje "Festiwal Pomidora".

## Demografia
Według przeprowadzonego przez United States Census Bureau spisu powszechnego w 2010 miasto liczyło 14 544 mieszkańców, co oznacza wzrost o 4,9% w porównaniu do roku 2000. Natomiast skład etniczny w mieście wyglądał następująco: Biali 52,8%, Afroamerykanie 22,4%, Azjaci 0,9%, pozostali 23,9%. Kobiety stanowiły 51,3% populacji.